# Cynomops greenhalli
Cynomops greenhalli  — вид рукокрилих ссавців родини молосових.

## Середовище проживання
Країни поширення: Бразилія, Еквадор, Французька Гвіана, Гаяна, Перу, Суринам, Тринідад і Тобаго. Мешкає від низовини до 1500 м над рівнем моря в листяних і вічнозелених лісах, часто поблизу води.

## Вигляд
Вид лише трохи менший за Cynomops abrasus. Вага 19 грам. Спина темно-коричнева, черево світліше. Число хромосом, 2n=34.

## Стиль життя
Було встановлено, що спить в невеликих групах або в колоніях від п'ятдесяти до сімдесяти п'яти осіб в порожнинах дерев або в будівлях. Активність починається незабаром після заходу сонця, часто над потоками або ставками.